# Государственный переворот на Мадагаскаре (2009)
Акции протеста на Мадагаскаре 2009 года — ряд антиправительственных демонстраций, прошедших на Мадагаскаре. Протесты начались в январе 2009 года и нацелены на свержение правительства президента страны Марка Равалуманана. Широкомасштабные протесты были организованы и возглавлены Андри Радзуэлина, мэром столицы Антананариву и видным противником президента Равалуманана. По крайней мере 68 человек стали жертвами волнений на Мадагаскаре, почти половина из которых погибла в одном инциденте, когда на людей, грабящих горящий магазин, обрушилась крыша.

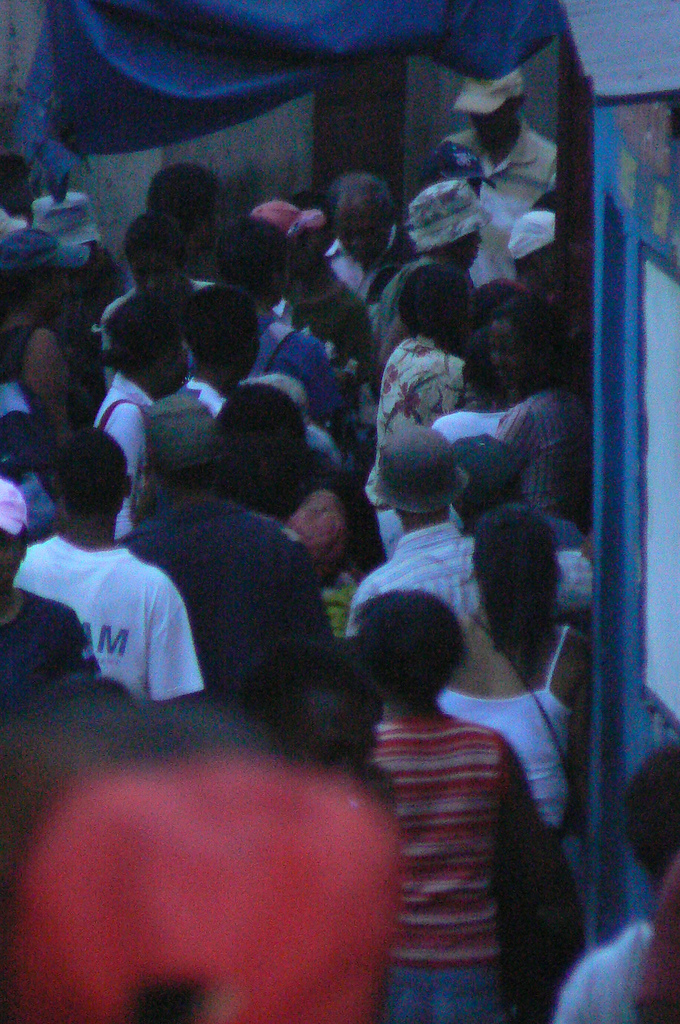
Протестующие в Антананариву, 26 января 2009 года

Акции протеста были отмечены как самый большой вызов правительству Равалуманана. Президент поклялся восстановить порядок «чего бы это ни стоило», согласно правительственному заявлению. Тем временем лидер оппозиции Радзуэлина призвал к роспуску текущего правительства и начал формировать переходное правительство, возглавляемое им. Однако, между текущим правительством и оппозиционной партией не возникло никакого диалога. 7 февраля по крайней мере 50 человек были убиты и сотни ранены в ходе одной из акций протеста, когда полиция решила открыть огонь.
14 марта оппозиционеры заняли офис премьер-министра, их лидер, заявил, что у президента есть четыре часа на то, чтобы уйти «по-хорошему», иначе будет организован марш на дворец.
17 марта президент Марк Равалуманана передал власть военным, «чтобы сохранить мир и спокойствие в стране». Оппозиция, со своей стороны, предложила сформировать временное правительство, во главе со своим лидером Андри Радзуэлина. Военно-морские войска Мадагаскара призвали Радзуэлину уйти в отставку до 25 марта, пригрозив применить силу для защиты конституции Мадагаскара. Согласно их заявлению, военно-морские войска «осуждают любое насилие против гражданского населения», совершенное армейским корпусом в марте, и осуждают Радзуэлину за «гражданскую войну, происходящую на Мадагаскаре»